# Szlavej
Szlavej (macedónul: Славеј) település Észak-Macedóniában, a Pelagonijai körzet Krivogastani járásában.

## Népesség
| Lakosok száma | 376  | 676  | 436  | 437  | 471  | 426  | 423  | 388  | 379  |
|               | 1948 | 1953 | 1961 | 1971 | 1981 | 1991 | 1994 | 2002 | 2021 |

- 2002-ben 388 lakosa volt, akik közül 381 macedón, 2 szerb és 5 egyéb.